# لیگ برتر فوتسال مردان ایران ۱۳۹۷
لیگ برتر فوتسال ۱۳۹۷ بیستمین دوره لیگ برتر ایران می‌باشد که با حضور چهارده تیم از ۱۴ تیر ۱۳۹۷ آغاز و در ۱۶ اسفند ۱۳۹۷ به پایان رسید. این دوره از لیگ پس از انجام ۲۶ هفته برای اولین بار با شرکت ۸ تیم برتر جدول رده‌بندی به صورت حذفی برگزار شد.
باشگاه فوتسال مس سونگون با برتری ۵ بر ۳ مقابل باشگاه فوتسال گیتی‌پسند اصفهان در دو دیدار رفت و برگشت به مقام قهرمانی دست یافت.

## جدول
| رتبه | تیم             | بازی | برد | مساوی | باخت | گل زده | گل خورده | گل تفاضل | امتیاز |
| ---- | --------------- | ---- | --- | ----- | ---- | ------ | -------- | -------- | ------ |
| ۱    | گیتی‌پسند        | ۲۶   | ۲۲  | ۱     | ۳    | ۱۱۱    | ۵۸       | ۵۳+      | ۶۷     |
| ۲    | مس سونگون       | ۲۶   | ۱۶  | ۷     | ۳    | ۹۶     | ۶۲       | ۳۴+      | ۵۵     |
| ۳    | فرش آرا         | ۲۶   | ۱۵  | ۲     | ۹    | ۷۹     | ۶۲       | ۱۷+      | ۴۷     |
| ۴    | ملی حفاری       | ۲۶   | ۱۲  | ۸     | ۶    | ۷۵     | ۶۵       | ۱۰+      | ۴۴     |
| ۵    | سن‌ایچ           | ۲۶   | ۱۲  | ۵     | ۹    | ۷۳     | ۶۵       | ۸+       | ۴۱     |
| ۶    | محمدسیما قم     | ۲۶   | ۱۱  | ۷     | ۸    | ۶۹     | ۷۴       | ۵−       | ۴۰     |
| ۷    | شهروند ساری     | ۲۶   | ۱۱  | ۶     | ۹    | ۸۷     | ۷۸       | ۹+       | ۳۹     |
| ۸    | مقاومت البرز    | ۲۶   | ۹   | ۶     | ۱۱   | ۶۴     | ۶۹       | ۵−       | ۳۳     |
| ۹    | آذرخش           | ۲۶   | ۸   | ۵     | ۱۳   | ۷۲     | ۸۶       | ۱۴−      | ۲۹     |
| ۱۰   | مقاومت قرچک     | ۲۶   | ۷   | ۷     | ۱۲   | ۵۵     | ۷۰       | ۱۵−      | ۲۸     |
| ۱۱   | ارژن            | ۲۶   | ۷   | ۶     | ۱۳   | ۵۸     | ۵۹       | ۱−       | ۲۷     |
| ۱۲   | اهورا بهبهان    | ۲۶   | ۶   | ۵     | ۱۵   | ۷۳     | ۱۰۸      | ۳۵−      | ۲۳     |
| ۱۳   | پارسیان شهر قدس | ۲۶   | ۶   | ۴     | ۱۶   | ۸۲     | ۹۳       | ۱۱−      | ۲۲     |
| ۱۴   | شهرداری ساوه    | ۲۶   | ۳   | ۵     | ۱۸   | ۶۱     | ۱۰۴      | ۴۳−      | ۱۴     |

|}

منبع: 
نحوه قرار گرفتن در جدول:1st امتیاز؛ 2nd تفاضل گل؛ 3rd گل زده.
# = رتبه در جدول؛ بازی = تعداد بازی؛ برد = بازیهای برده؛ مساوی = بازیهای مساوی؛ باخت = بازیهای باخته؛ زده = گل زده؛ خورده = گل خورده؛ تفاضل = تفاضل گل؛ امتیاز = امتیاز گرفته؛
(ق) = قهرمان؛ (س) = سقوط کرده؛ (ص) = صعود به رده بالاتر؛ (پ) = رفتن به پلی آف؛ (۱/۴) = رفتن به ۱/۴

## تعداد تیم‌ها در هر استان
|    | استان                | تعداد تیم‌ها | تیم‌ها                         |
| -- | -------------------- | ----------- | ----------------------------- |
| ۱  | استان تهران          | ۲           | پارسیان شهر قدس، مقاومت قرچک  |
| ۲  | استان آذربایجان شرقی | ۱           | مس سونگون ورزقان              |
| ۳  | استان قم             | ۱           | سوهان محمد سیما قم            |
| ۴  | استان مرکزی          | ۲           | شهرداری ساوه، سن‌ایچ           |
| ۵  | استان مازندران       | ۱           | شهروند ساری                   |
| ۶  | استان البرز          | ۱           | مقاومت البرز                  |
| ۷  | استان خوزستان        | ۲           | ملی حفاری ایران، اهورا بهبهان |
| ۸  | استان اصفهان         | ۱           | گیتی‌پسند                      |
| ۹  | استان هرمزگان        | ۱           | آذرخش بندرعباس                |
| ۱۰ | استان خراسان رضوی    | ۱           | فرش آرا                       |
| ۱۱ | استان فارس           | ۱           | لبنیات ارژن شیراز             |